# ریوتو تسوریتسو
ریوتوتسوریتسو (به ژاپنی: 両統迭立 りょうとうてつりつ)، به حالتی گفته می‌شود که نسب خاندان حاکم موروثی یک کشور به دو قسمت تقسیم می‌شود. این ایالتی است که در آن پادشاه به‌طور متناوب از هر دودمان خانواده بر تخت نشسته است. "迭" به معنای "به یکدیگر" یا "نوبت گرفتن" است.
در ژاپن، بارزترین مثال این است که در دوره کاماکورا، خط امپراتوری به دو خانواده تقسیم شد و جانشینی چیتن نو کامی و امپراتور ژاپن در حالت ریوتوتسوریتسو بودند.